# Bracenica spiridoni
Bracenica spiridoni е вид коремоного от семейство Hydrobiidae. Видът е застрашен от изчезване.

## Разпространение
Разпространен е в Черна гора.